# 渥美清のああ、青春日記
『渥美清のああ、青春日記』（あつみきよしのああせいしゅんにっき）は、1997年9月24日にフジテレビ系列で放送された、テレビドラマである。

## 概要
国民的俳優・渥美清がまだ世に出る前の青春のひと幕を早坂暁の視点から描いた物語。
冒頭で早坂暁本人が出演し、現在（1997年）の浅草六区から1952年（昭和27年）を振り返るところから物語が始まる。
エンドロール後には「このドラマでは、渥美清さんをモデルにしておりますが、フィクションです」とテロップが表示された。
ドラマでは早坂役を石黒賢が演じているほか、渥美と関わりのあった関敬六や谷幹一を他の俳優が演じる一方で本人も別の役でキャスティングされている。

## キャスト
- 渥美清：南原清隆[1]
- 花井ミミ子：石田ひかり[1]
- 谷幹一：羽場裕一
- 関敬六：柳沢慎吾
- 玉川みどり：櫻井淳子
- 田所友次郎：石井愃一
- 佐久間由枝
- 西川ひろみ
- 市川千恵子
- 浅見小四郎
- 川田しのぶ
- 赤城太郎
- 井上裕季子
- きくち英一
- 杉原あつ子
- 掛田誠
- 永井荷風：谷幹一
- きよし：関敬六
- フランス座の支配人：秋野太作
- 山田良隆
- キャベツ白坂
- 橋本敬三
- 木内竜喜
- 衣川成二
- 岸本光正
- 岩浪明美
- 佐野美幸
- 鯨エマ
- 岡本明子
- 中原志麻
- 美羽かれん
- 夜羽エマ
- あかね
- オフィスジョルジュ
- 古賀プロ
- 早坂暁：石黒賢[1]
- 田所タツ：池内淳子

## スタッフ
- 企画：清水賢治（フジテレビ）、和田行（フジテレビ）
- 脚本：早坂暁
- 音楽：山本直純
- 技術：川田万里
- カメラ：初瀬康一
- 調整：福留克世
- 音声：高橋寿光
- 照明：高濱潤作、池田ゆき子
- 音響効果：篠沢紀雄
- 編集：杉本昌典
- 美術制作：北林福夫
- デザイン：山本修身
- 美術進行：柴田慎一郎
- 衣装：保沢紀、有馬達也
- メイク：鎌田千朱希、本庄良子、森崎須磨子
- 床山：山倉省三
- 持道具：寺澤麻由美
- 装飾：望月富夫
- 大道具：引馬幹晴
- スチール：大原健二
- 広報：大貫伊都子（フジテレビ）
- コント（構成指導）：谷幹一
- 振付・ステージコーディネイト：ジョルジュ高橋
- 殺陣：沢竜二
- 写真資料協力：広岡敬一
- 協力：マセキ芸能社、フジアール、フォーチュン、阿呍、TMC砧スタジオ、パークタワーウエスト、第一音響、鎌倉シネマワールド
- ナレーション：小島敏彦
- 制作補：福塚孝哉
- 演出補：舘野和彦、岩寺秀廣
- 記録：上田裕里子
- 制作デスク：深見桂子
- プロデューサー：小林俊一
- 演出：小林俊一
- 制作：フジテレビ、彩の会